# Діллсборо (Індіана)
Діллсборо (англ. Dillsboro) — місто (англ. town) в США, в окрузі Дірборн штату Індіана. Населення — 1360 осіб (2020).

## Географія
Діллсборо розташоване за координатами 39°1′6″ пн. ш. 85°3′31″ зх. д. / 39.01833° пн. ш. 85.05861° зх. д. (39.018404, -85.058663).  За даними Бюро перепису населення США в 2010 році місто мало площу 2,59 км², уся площа — суходіл. В 2017 році площа становила 3,46 км², уся площа — суходіл.

## Демографія
Згідно з переписом 2010 року, у місті мешкало 1327 осіб у 520 домогосподарствах у складі 320 родин. Густота населення становила 512 особи/км².  Було 580 помешкань (224/км²).
Расовий склад населення:
| - 98,6 % — білих - 0,5 % — вихідців з тихоокеанських островів - 0,2 % — корінних американців - 0,2 % — чорних або афроамериканців |

До двох чи більше рас належало 0,7 %. Частка іспаномовних становила 0,2 % від усіх жителів.
За віковим діапазоном населення розподілялося таким чином: 23,1 % — особи молодші 18 років, 52,7 % — особи у віці 18—64 років, 24,2 % — особи у віці 65 років та старші. Медіана віку мешканця становила 42,2 року. На 100 осіб жіночої статі у місті припадало 80,5 чоловіків;  на 100 жінок у віці від 18 років та старших — 77,6 чоловіків також старших 18 років.
Середній дохід на одне домашнє господарство  становив 49 726 доларів США (медіана — 39 440), а середній дохід на одну сім'ю — 59 439 доларів (медіана — 57 679). Медіана доходів становила 40 972 долари для чоловіків та 27 321 долар для жінок. За межею бідності перебувало 21,0 % осіб, у тому числі 24,8 % дітей у віці до 18 років та 14,3 % осіб у віці 65 років та старших.
Цивільне працевлаштоване населення становило 586 осіб. Основні галузі зайнятості: освіта, охорона здоров'я та соціальна допомога — 26,5 %, виробництво — 15,9 %, роздрібна торгівля — 15,4 %.